# Aflyttet
Aflyttet var et ugentligt radioprogram der blev sendt på Radio24syv omhandlende overvågning, efterretningsvæsen, og sikkerhedspolitik.
Programmet beværtedes af Anders Kjærulff der interviewede tilbagevendende og aktuelle gæster, eksperter, samt præsenterede rapportager og nyhedshistorier. Aflyttet blev sendt siden februar 2012 , hvormed det var et af de længst fortløbende radioprogrammer på Radio24syv. Programmets slogan var 'Radio iført skæg og blå briller', og det afdækkedet både udenlandske og indenlandske nyheder om overvågning, så som Edward Snowdens whistleblowerafsløringer og problemer med NemID og Rejsekortet. Anders Kjærulff modtog i 2015 databeskyttelsesprisen for sit arbejde med aflyttet.
Programmet ophørte, at Radio24Syv lukkede den 31. oktober 2019.

## Genstart
Programmet blev genlanceret i 2022 på onlinemediet Radar.

## Emner
Aflyttet følger aktuel lovgivning og afsløringer om overvågning fra efterretningstjenester og beskriver hvordan man som borger kan sikre sig mod overvågning på internettet og i mødet med staten. Det dækker også udvikling af ny teknologi der udfordrer gængse overvågningsformer så som Bitcoins, darknet og kryptologi.
Programmet tilbyder, sammen med Radio24syv, et sikkert kommunikationssystem for whistleblowers der gerne vil rapportere om magtmisbrug eller korruption, en såkaldt secure drop service.